# Daternomina trulla
Daternomina trulla là một loài Trichoptera trong họ Ecnomidae. Chúng phân bố ở miền Australasia.